# Swiftair
A Swiftair é uma companhia aérea fundada em 1986 e sediada em Madrid, que se dedica ao transporte de passageiros e de carga.

## Frota

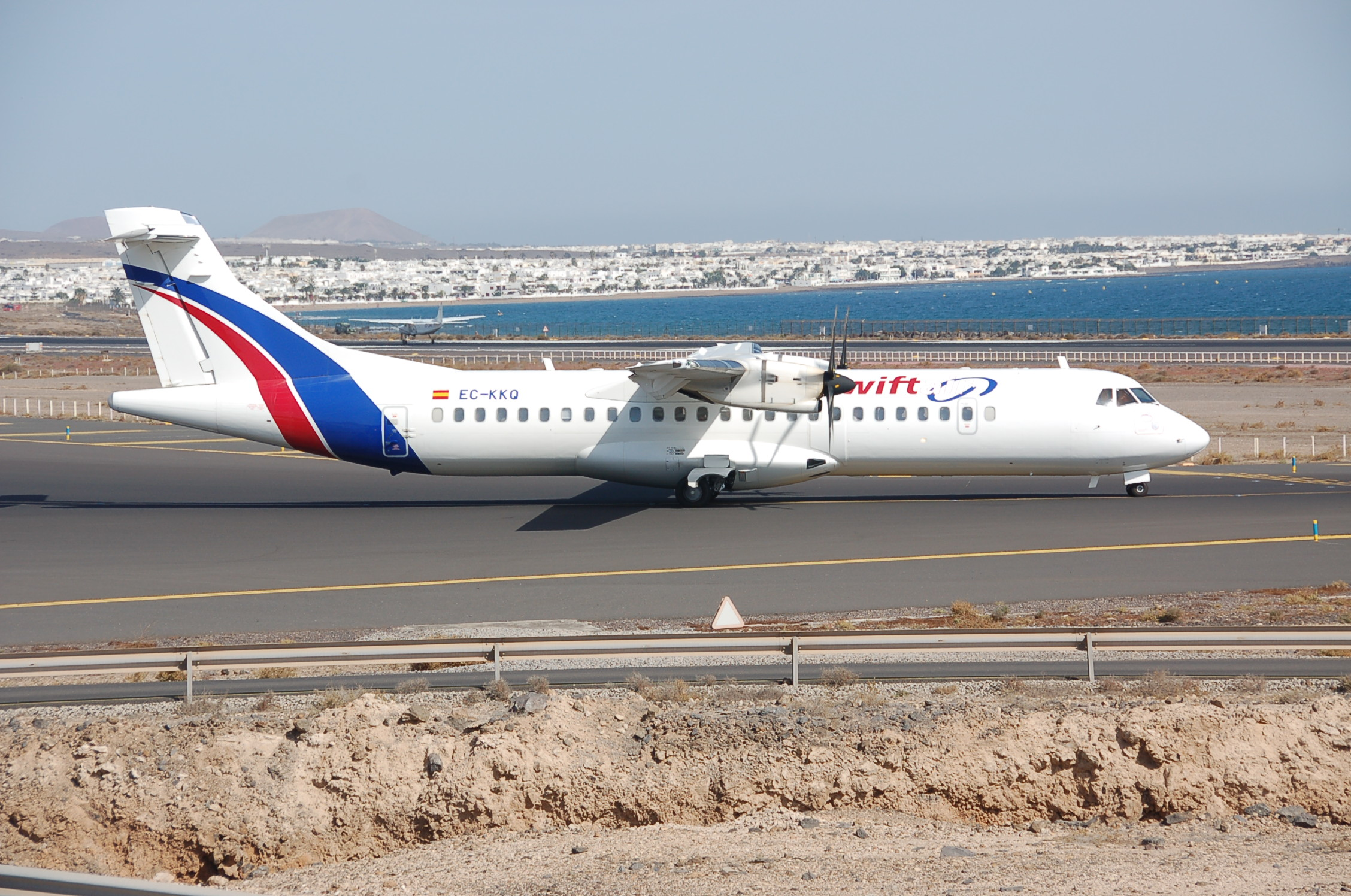
ATR-72 da Swiftair.

Em agosto de 2017.
- 6 ATR 42
- 20 ATR 72
- 1 Boeing 737-300
- 6 Boeing 737-400F
- 10 Embraer EMB-120